# Bajanái
Bajanái (en ruso: Баханай) es un pueblo de Rusia perteneciente a la República de Saja. Está situado en el distrito de Zhiganski a 110 kilómetros de Zhiganski, la capital del distrito. Su población en 2010 era de 260 habitantes.